# Haejangguk
Haejangguk bezeichnet in der koreanischen Küche jede Art von Suppe, die hilft, einen Kater zu überwinden (siehe Katerfrühstück).
Haejangguk besteht aus Knochenbrühe, Kohl, Rettich, Frühlingszwiebeln, Sojabohnensprossen und -paste. Der Begriff bedeutet Katersuppe (wörtlich: entgiftende Suppe), die nach einer Nacht serviert wird, wenn zu viel Alkohol getrunken wurde. Mit geronnenem Schweine- oder Ochsenblut hergestellt, wird sie Seonji-haejangguk genannt.